# Rote Rosen, rote Lippen, roter Wein (Lied)
Rote Rosen, rote Lippen, roter Wein ist der Titel eines von René Carol im Jahre 1952 gesungenen Schlagers, komponiert von Michael Harden (Musik) und André Hoff (Text).

## Entstehungsgeschichte
Schlagerkomponist Kurt Feltz sorgte seit April 1949 dafür, dass Fernweh und südliche Länder in Schlagern thematisiert wurden. In diesem Kontext kam er auf die Idee, eine neue Komposition mit dem Musiktitel Rote Rosen, rote Lippen, roter Wein zu versehen. „Im letzten Frühjahr sah ich auf einer verregneten bayerischen Dorfstraße ein grelles Plakat: lockende Trauben, blaues Meer, Himmel und – zwischen den Lippen einer Schönen – eine rote Rose. Und siehe, da hatte ich plötzlich Melodie und Text im Kopf.“ Für die musikalische Untermalung sorgte Michael Harden, ein Pseudonym von Franzleo Andries – dem Korrepetitor von Kurt Feltz beim NWDR in Köln. Ein Korrepetitor für Schlageraufnahmen war vor der Ära von Feltz unüblich. Früher – und auch bei anderen Musikproduzenten – wurden die Sänger von ihren Klavierbegleitern oder dem Kapellmeister geführt. Der Kapellmeister war aber bei Feltz eine relativ unbedeutende Person, da Angaben über Tempo oder Lautstärke aus dem Regieraum kamen. Die Kapellmeister rechnete Feltz folgerichtig nicht zu seinem Stab. Unter dem Namen André Hoff verbarg sich wiederum Kurt Feltz, der damit als Liedtexter und Musikproduzent maßgeblich an der Entstehung des Schlagers beteiligt war.
Die Tonaufnahmen mit Schlagersänger René Carol fanden am 8. Juni 1952 in der Kölner Messehalle („Messestudio“) statt. Als Kapellmeister fungierte mit seinem NWDR-Tanzorchester Adalbert Luczkowski, der allein für die Begleitung von 92 Musikaufnahmen bei René Carroll verantwortlich zeichnete. Für den Hintergrund-Gesang sorgten bei diesem Tango Barbara Kist, Rosemarie Bergson und ein Chor. Der Text schilderte mit Italien ein Land, das für den überwiegenden Teil der Deutschen noch immer unerreichbar fern erscheinen musste.

## Veröffentlichung und Erfolg

René Carol – Rote Rosen, rote Lippen, roter Wein

Die Single Rote Rosen, rote Lippen, roter Wein / Ich habe sonst nichts als Dich und Deine Liebe auf der Welt (Polydor 48783) erschien am 10. Juni 1952. Da es zu jener Zeit noch keine offizielle deutsche Hitparade gab, sind weitere Angaben über die Popularität des Schlagers nur fragmentarisch zu ermitteln. Die Single avancierte jedenfalls zum Hit des Monats November 1953 und erreichte den Status eines Nummer-eins-Hits. Mit über 750.000 verkauften Exemplaren erhielt sie 1954 als erste Single der Nachkriegszeit eine Goldene Schallplatte. Diese höchste Auszeichnung wurde damals für einen Umsatz von 500.000 Exemplaren vergeben. 1953 glaubte niemand daran, dass in Deutschland je eine Million Platten von einer Aufnahme abgesetzt werden könnten, bis 1956 Freddy Quinn mit Heimweh als erster auch diese Hürde schaffte und damit einen neuen Maßstab für Goldene Schallplatten setzte. Feltz sorgte mit seinen Kompositionen und Produktionen zeitweise für 80 % der Polydor-Plattenumsätze, wozu Rote Rosen, rote Lippen, roter Wein maßgeblich beitrug.

## Coverversionen
Das deutsche Liebesmelodram Rote Rosen, rote Lippen, roter Wein beruhte laut Vorspann auf „Motiven des gleichnamigen Liedes von Michael Harden und André Hoff“. Der Kinofilm hatte als Massenstart am 18. September 1953 deutschlandweit Premiere, als der Schlagerhit noch aktuell war. Die Melodie wird im Film gespielt. Es gibt mindestens 45 Coverversionen des inzwischen zum Evergreen gewordenen Erfolgsschlagers, darunter bereits 1953 von Horst Winter & das Hansen-Quartett (Januar 1953; Telefunken 11368), Klaus Groß, Heinz Becker & Werner Schmah (Dezember 1953; Amiga 235) und Maria Mucke & Peter Schaeben. Besonders beliebt waren finnische und schwedische Versionen mehrerer Interpreten. Lale Andersen nahm am 19. Juni 1954 mit Luczkowskis Orchester im Kölner Messestudio eine von Doreas Cochran verfasste englischsprachige Version unter dem Titel Tender And True auf, die erst 1994 auf den Markt kam. Weitere Fassungen stammen von Bobby Solo (1969), Heino (1973), Freddy Breck (1981) oder Florian Haidt (1982, DE #42).